# رقية شرعية

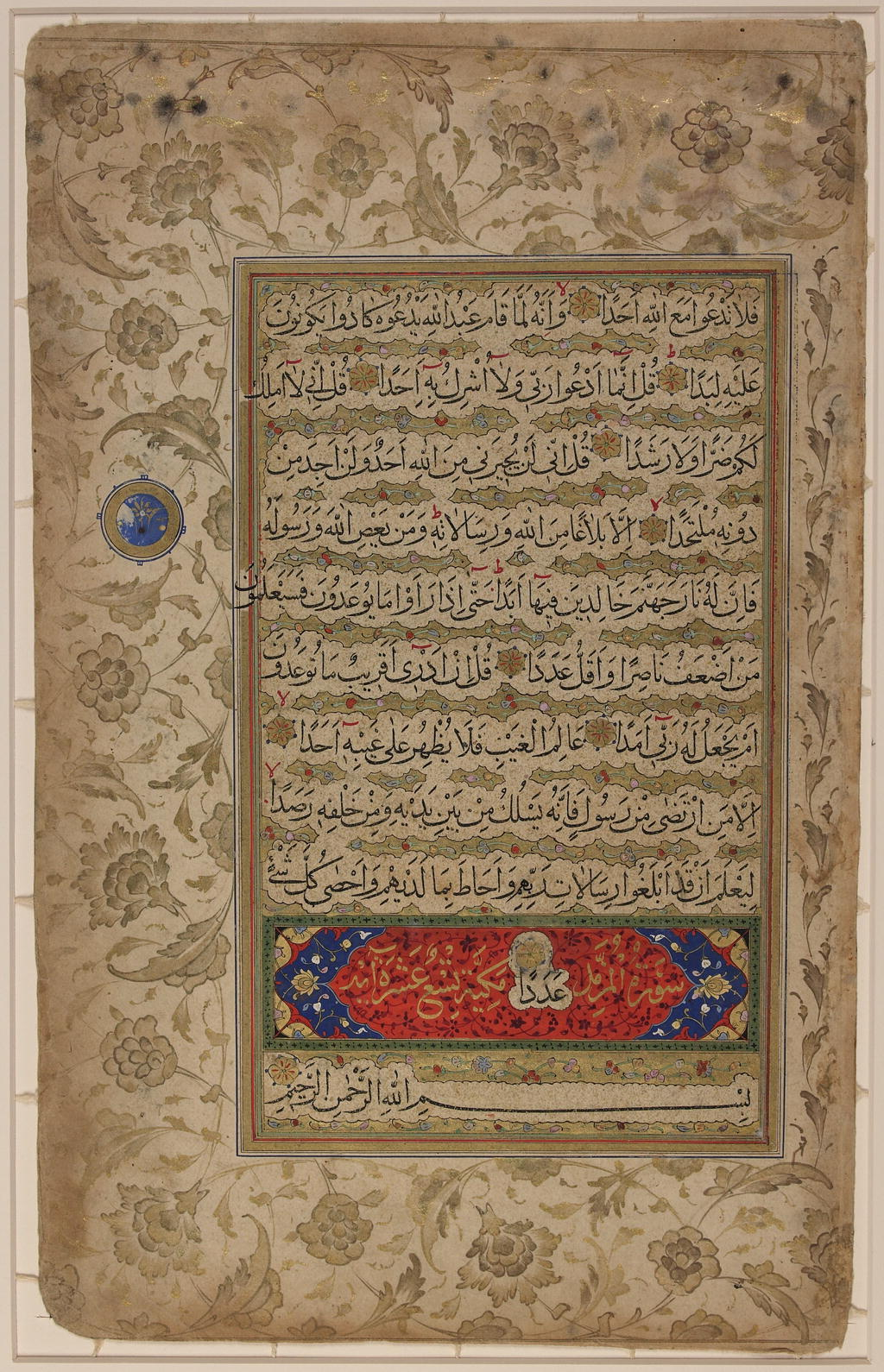

الرقية الشرعية يقصد بها قراءة الآيات القرآنية أو الأدعية الشرعية مع النفث على الموضع الذي يتألم منه الجسد (أو على المريض المراد رقيته). وتعدّ من أساليب العلاج الشائعة في العالم العربي والإسلامي. وُردت نصوص شرعية تدل على ثبوتها في الإسلام، ويُفضل أن يرقي الإنسان نفسه لما ثبت بأن النبي محمد كان يرقي نفسه، منع الشرع اعتبار الرقية كمهنة يمتهن بها ممن يظن أنه من ذوي الصلاح والرشد فيقوم بقراءة الآيات والادعية على المرضى مقابل أجرٍ مادي نظير عمله، وهذا الأمر مُحرم في الإسلام لما فيه من خداع للناس واستغلال حاجتهم والأضرار المُتسببة لذلك.

## تعريفها
هي كما عرفها ابن الأثير: العُوذة التي يرقى بها صاحب الآفة كالحمى والصرع وغير ذلك من الآفات.

## مشروعيتها

### من القرآن الكريم
﴿وَنُنَزِّلُ مِنَ الْقُرْآنِ مَا هُوَ شِفَاءٌ وَرَحْمَةٌ لِلْمُؤْمِنِينَ وَلَا يَزِيدُ الظَّالِمِينَ إِلَّا خَسَارًا ۝٨٢﴾ (سورة الإسراء، الآية 82).

### من السنة النبوية
- رقى رسول الله ﷺ نفسه:
  - عن عائشة رضي الله عنها أن ﷺ كان إذا أوى إلى فراشه كل ليلة، جمع كفيه ثم نفث فيهما وقرأ: قل هو الله أحد، وقل أعوذ برب الفلق، وقل أعوذ برب الناس، ثم يمسح ما استطاع من جسده، يبدأ بهما على رأسه ووجهه وما أقبل من جسده، يفعل ذلك ثلاث مرات.[4]
  - وعن أبي سعيد الخدري رضي الله عنه قال: "كان رسول الله ﷺ يتعوذ من الجان وعين الإنسان حتى نزلت المعوذات فأخذ بها وترك ما سواها.[5]
  - رقى رسول الله ﷺ غيره: عن عائشة رضي الله عنها أن رسول الله صلي الله عليه وسلم كان يعوذ بعض أهله، يمسـح بيده اليمنى ويقول: «اللهم رب الناس أذهب الباس، واشف إنك الشافي، لا شفاء إلا شفاؤك، شفاءً لا يغادر سقما»[6]
  - عن ابن عباس قال: كان النبي ﷺ يعوذ الحسن والحسين، ويقول: «إن أباكما كان يعوذ بها إسماعيل وإسحاق، أعوذ بكلمات الله التامة من كل شيطان وهامة ومن كل عين لامة».[7]
- رسول الله صلى عليه وسلم يرقيه غيره:
  - عن عائشة رضي الله عنها قالت: كان إذا اشتكى رسول الله ﷺ رقاه جبريل عليه السلام، قال: «بسم الله يبريك، ومن كل داء يشفيك، ومن شر حاسد إذا حسد، وشر كل ذي عين».[8]
  - عن أبي سعيد أن جبريل عليه السلام أتى النبي ﷺ ، فقال: "يا محمد اشتكيت؟ قال: نعم، قال: "بسم الله أرقيك من كل شيء يؤذيك، من شر كل نفس أو عين حاسد الله يشفيك، بسم الله أرقيك".
- الرسول ﷺ يأمر ويندب غيره، ويرخص في الرقية:
  - عن أم سلمة رضي الله عنها أن النبي ﷺ رأى في بيتها جارية في وجهها سفعة. فقال: «استرقوا لها فإن بها النظرة»
  - عن عثمان بن أبي العاص الثقفي أنه شكا إلى رسول الله ﷺ فقال له: «ضع يدك على الذي تألم من جسدك وقل بسم الله- ثلاثا- وقل- سبع مرات: أعوذ بالله وقدرته من شر ما أجد وأحاذر».[9]
  - عن خــولة بنت حكيم رضي الله عنها قالت: سمعت رسول الله ﷺ يقول: من نزل منزلا ثم قال: "أعوذ بكلمات الله التامات من شر ما خلق، لم يضره شيء حتى يرتحل من منزله ذلك.
- الرسول ﷺ يقر غيره على الرقية:
  - عن جابر رضي الله عنه أن آل عمرو بن حزم قالوا: يا رسول الله انه كانت عندنا رقى نرقي بها من العقرب، وإنك نهيت عن الرقى. قال: فعرضوا عليه، فقال: «ما أرى بها بأساً، من استطاع منكم أن ينفع أخاه فليفعل».

## شروط الرقية
1. الشرط الأول: أن تكون بالقرآن أو بذكر الله تعالى وبالأدعية المشروعة. قال ابن عبد البر: «لا أعلم خلافًا بين العلماء في جواز الرّقية من العين، أو الحمة؛ وهي لدغة العقرب، وما كان مثلها، إذا كانت الرّقية بأسماء اللّه عزّ وجلّ، وممّا يجوز الرّقي به.»[10]
2. الشرط الثاني: أن تكون باللغة العربية لمن يقدر عليها، ولكن إذا كانت بغير العربية وكانت مفهومة المعنى وليس فيها معنى مخالف فهي جائزة.  قال أبو سليمان الخطابي: «فأما الرقى فالمنهي عنه هو ما كان منها بغير لسان العرب فلا يدري ما هو ولعله قد يدخله سحر أو كفر، فأما إذا كان مفهوم المعنى، وكان فيه ذكر الله تعالى؛ فإنه مستحب متبرك به والله أعلم.»[11]
3. الشرط الثالث: أن يعتقد الراقي والمرقي أنّ الرقية مجرد سبب، ولا تؤثر إلا بإذن الله تعالى.  قال الحافظ ابن حجر: «وقد أجمع العلماء على جواز الرقى عند اجتماع ثلاثة شروط: أن يكون بكلام الله تعالى أو بأسمائه وصفاته، وباللسان العربي أو بما يعرف معناه من غيره، وأن يعتقد أن الرقية لا تؤثر بذاتها بل بذات الله تعالى.»[12]

### شروط الراقي
اشترط العلماء في الراقي أن يكون تقيًا صالحًا ومراقبًا لله عزوجل وسهلًا وسمحًا في التعامل مع الناس ولا يشق عليهم في الأجرة أو ثمن العلاج ناصحًا لهم بالتوبة وترك الذنوب.
قال الشيخ ابن جبرين: «يجوز استعمال الرقية من كل قارئ يحسن القرآن، ويفهم معناه، ويكون حسن المعتقد، صحيح العمل ويكون مستقيماً في سلوكه، ولا يشترط إحاطته بالفروع، ولا دراسته للفنون العلمية، وذلك لقصة أبي سعيد في الذي رقى اللديغ قال: وما كنا نعرف منه الرقية، أو كما جاء في الحديث، وعلى الراقي أن يحسن النية، وأن يقصد نفع المسلم، ولا يجعل همه المال والأجرة، ليكون ذلك أقرب إلى الانتفاع بقراءته.»

## حكم طلب الرقية
الأفضل أن يرقي الإنسان نفسه كما فعل ذلك رسول الله ولكن إذا احتاج إليها ولم يستطيع فعل ذلك بنفسه فلا بأس من الذهاب لراقي وطلب الرقية منه بشرط أن يعتقد أن الشفاء بيد الله وحده وما الراقي إلا سبب، وعلى الراقي أن تكون عقيدته صحيحة سليمة وتكون رقيته مشروعة مباحة. ولا يمنع طلب الرقية من أن يكون من السبعين ألفًا الذين يدخلون الجنة بغير حساب ولا سابق عذاب. قال الشيخ ابن باز: «السبعون ألفًا هم الذين استقاموا على دين الله، وتركوا محارم الله، وأدوا ما أوجب الله، ومن صفاتهم الطيبة: عدم الاسترقاء، ولكن الاسترقاء لا يمنع كونه من السبعين ألفًا، والاسترقاء: طلب الرقية، وإذا دعت الحاجة إلى هذا فلا بأس، النبي صلى الله عليه وسلم أمر عائشة أن تسترقي، وأمر أم أولاد جعفر أن تسترقي لأولادها، فلا حرج في ذلك. وإذا دعت الحاجة إلى الكي فلا بأس أن يكتوي، لكن تركه أفضل، إذا تيسر غيره.»

## تشغيل المسجل في البيت لطرد الشياطين
أفتى الشيخ ابن باز بأن تسجيل الراديو من سورة البقرة يحصل بها طرد الشياطين من البيت.

## حكم رقية الرجل للمرأة
قال الشيخ ابن جبرين: «الأفضل أن ترقي المرأة نفسها أو ترقيها امرأة مثلها أو يرقيها زوجها، فإن لم يكن فيرقيها أحد محارمها، فإن لم يكن فلا حرج في أن يرقيها أجنبي بشرط ألا يمس شيئًا من بدنها، وألا يخلو بها. ولا يجوز لها إبداء شيء من بشرتها كالصدر والعنق ونحوهما، بل يقرأ عليها وهي محتجبة، وذلك يفيد حيث كان، ويسن أن تتعلم الأخوات القارئات الرقية رجاء أن يعالجن بها النساء المحتشمات.»
وسئل علماء اللجنة الدائمة للإفتاء:
مس جسد المرأة يدها أو جبهتها أو رقبتها مباشرة من غير حائل، بحجة الضغط والتضييق على ما فيها من الجان، خاصة أن مثل هذا اللمس يحصل من الأطباء في المستشفيات؟
فأجابوا: «لا يجوز للراقي مس شيء من بدن المرأة التي يرقيها؛ لما في ذلك من الفتنة، وإنما يقرأ عليها بدون مس، وهناك فرق بين عمل الراقي وعمل الطبيب؛ لأن الطبيب قد لا يمكنه العلاج إلا بمس الموضع الذي يريد أن يعالجه، بخلاف الراقي فإن عمله، وهو القراءة والنفث، لا يتوقف على اللمس.»
وقال الشيخ ابن عثيمين: «إني أحذر إخواني القراء من أن يضعوا أيديهم على أي موضع من بدن المرأة، لا مباشرة ولا من وراء حائل، وإذا أراد الله في قراءتهم خيرا: حصل بدون لمس.»

## الرقية الشرعية للعين والحسد
تعدّ الرقية الشرعية علاجاً فعالاً ومفيداً للعين والحسد حيث تساعد المريض في عودته إلى حالته الطبيعية والشفاء من كل الأمراض الناتجة عن العين والحسد مثل: ألام الرّأس، الشّعور ببرودة شديدة في الأيدي، اصفرار الوجه، النّعاس والرّغبة في النّوم وغيرها من الأمراض. قد وردت نصوص شرعية تدل على أن النبي محمد ﷺ أمر بها ففي صحيح البخاري عن عائشة رضي الله عنها قالت: أمرني النبي - صلى الله عليه وسلم - أو أمر أن نسترقي من العين.
والجدير بالذكر أن النبيُّ صَلَّى اللهُ عليه وسلَّمَ يُعَوِّذُ الحَسَنَ والحُسَيْنَ، ويقولُ: إنَّ أَبَاكُما كانَ يُعَوِّذُ بهَا إسْمَاعِيلَ وإسْحَاقَ: أَعُوذُ بكَلِمَاتِ اللَّهِ التَّامَّةِ، مِن كُلِّ شيطَانٍ وهَامَّةٍ، ومِنْ كُلِّ عَيْنٍ لَامَّةٍ (رواه عبد الله بن عباس في صحيح البخاري.
كما ذكرت عائشة أم المؤمنين رضي الله عنها، دعاء كان جبريل يرقي به النبي محمد عندما يصيبه حسد أو مرض، حيث تقول: كانَ إذَا اشْتَكَى رَسولُ اللهِ صَلَّى اللَّهُ عليه وسلَّمَ رَقَاهُ جِبْرِيلُ، قالَ: باسْمِ اللهِ يُبْرِيكَ، وَمِنْ كُلِّ دَاءٍ يَشْفِيكَ، وَمِنْ شَرِّ حَاسِدٍ إذَا حَسَدَ، وَشَرِّ كُلِّ ذِي عَيْنٍ، كما ورد في صحيح البخاري.

## الرقية الشرعية للمريض
الرقية الشرعية تنفع المريض أيضًا، فهناك العديد من الاحاديث الصحيحة التي كان يدعو بها النبي محمد إذا مرض أو مرض أحد أهله، أو لجأ اليها أحد من المسلمين، ومن هذه الاحاديث:
- تروي عائشة رضي الله عنها في صحيح البخاري، أنَّ النَّبيَّ صلَّى اللهُ عليه وسلَّم كانَ يقولُ لِلْمَرِيضِ: باسْمِ اللَّهِ، تُرْبَةُ أرْضِنَا، برِيقَةِ بَعْضِنَا، يُشْفَى سَقِيمُنَا، بإذْنِ رَبِّنَا.
- تقول أم المؤمنين عائشة رضي الله عنها في صحيح البخاري، إنَّ رَسولَ اللَّهِ صلَّى اللهُ عليه وسلَّم كانَ إذَا أتَى مَرِيضًا -أوْ أُتِيَ به- قَالَ: أذْهِبِ البَاسَ رَبَّ النَّاسِ، اشْفِ وأَنْتَ الشَّافِي، لا شِفَاءَ إلَّا شِفَاؤُكَ، شِفَاءً لا يُغَادِرُ سَقَمًا. .
- ويقول أبو هريرة رضي الله عنه، في نتائج الأفكار لابن حجر العسقلاني: من قالَ حين يصبحُ أعوذُ بكلماتِ الله التاماتِ من شرِّ ما خلقَ ثلاثَ مراتٍ لم تضرهُ عقربٌ حتى يمسِي، ومن قالها حينَ يمسي لم تضرُّه حتى يصبحَ
- وعن عبد الله بن عباس في سنن الترمذي، يروي عن النبي محمد قائلا: ما مِن عبْدٍ مُسلمٍ يعودُ مريضًا لم يحضُرْ أجَلُه، فيقول سبْعَ مرَّاتٍ: أسأَلُ اللهَ العظيمَ ربَّ العرشِ العظيمِ أنْ يشفِيَك، إلَّا عُوفِيَ.